# Khadkale
Khadkale è una suddivisione dell'India, classificata come census town, di 9.792 abitanti, situata nel distretto di Pune, nello stato federato del Maharashtra. In base al numero di abitanti la città rientra nella classe V (da 5.000 a 9.999 persone).

## Geografia fisica
La città è situata a 18° 46' 19 N e 73° 34' 50 E.

## Società

### Evoluzione demografica
Al censimento del 2001 la popolazione di Khadkale assommava a 9.792 persone, delle quali 5.052 maschi e 4.740 femmine. I bambini di età inferiore o uguale ai sei anni assommavano a 1.423, dei quali 736 maschi e 687 femmine. Infine, coloro che erano in grado di saper almeno leggere e scrivere erano 6.852, dei quali 3.893 maschi e 2.959 femmine.